# Jørgen Stubberud
Jørgen Stubberud (17 ou 19 avril 1883 - 12 février 1980) est un explorateur polaire norvégien ayant participé à l'expédition Amundsen au pôle Sud entre 1910 et 1912.

## Biographie
Né à Bekkensten, un lieu-dit de Svartskog à Oppegård le 17 ou 19 avril 1883, il rencontre Roald Amundsen pour la première fois chez ce dernier à Svartskog en 1909. Il y est employé en tant que charpentier pour réparer quelques vieilles maisons. Amundsen, voyant qu'il travaille très bien le bois, lui demande de construire un abri dans son jardin, lui disant que « ce doit être un abri d'hiver long de cinq mètres, large de quatre et haut de cinq. Le reste c'est à vous de décider. » Une fois le travail terminé Amundsen est satisfait ; l'abri est démantelé et préparé pour le voyage à bord du Fram. Une fois dans l'Antarctique l'équipage l'utilisera comme base de l'expédition et l'appellera Framheim. Stubberud en profite pour demander à Amundsen s'il pouvait rejoindre l'expédition. Il est accepté et signe, à la suite de la bénédiction de sa femme, un contrat pour travailler pour Amundsen pendant sept ans.
Stubberud fait d'abord partie du groupe initial de huit hommes choisis pour aller au pôle Sud, lors de la tentative avortée du 8 septembre 1911. Les hommes doivent battre en retraite au niveau du dépôt de vivres situé vers la latitude de 80°S, à cause des températures extrêmes. Ils sont mal organisés et la vie de deux d'entre eux est mise en danger. L'un d'eux, Hjalmar Johansen, vétéran de l'exploration polaire dans l'Arctique avec Fridtjof Nansen, critique vivement Amundsen. Celui-ci répond en réorganisant l'équipe choisi pour aller au pôle, la diminuant à cinq hommes. Johansen, Stubberud et Kristian Prestrud sont séparés de cette équipe et chargés d'explorer la Terre du Roi-Édouard-VII.
Stubberud ne dira que du bien d'Amundsen mais admet qu'il n'avait pas bien géré le conflit avec Johansen, qui se suicide peu de temps après sa rentrée en Norvège.
Plus tard Stubberud travaille en tant que douanier et vit à Romsås (Oslo). Il meurt le 12 février 1980 à l'âge de 96 ans.

## Source
- (en) Cet article est partiellement ou en totalité issu de l’article de Wikipédia en anglais intitulé « Jørgen Stubberud » (voir la liste des auteurs).
- (no) Entrevue avec Stubberud : Sydpol-Stubberud. Den siste gjenlevende av Roald Amundsens atten menn. ; Dagbladet ; avril 1978